# لورن د سله
لورن دِ سله (ایتالیایی: Lorraine De Selle؛ زادهٔ ۱۳ اوت ۱۹۵۱) بازیگر، فیلم‌نامه‌نویس و تهیه‌کننده فیلم اهل ایتالیا است.
از فیلم‌ها یا برنامه‌های تلویزیونی که وی در آنها نقش داشته‌است می‌توان به دکتر زنان دوجانبه، افسران پلیس، عاشقان و دروغگوها، امانوئل در آمریکا، چگونه معلم‌تان را از راه بدر کنید، خشونت در زندان زنان و قتل‌عام در زندان زنان اشاره کرد.